# Jubba Airways
Jubba Airways (Arabisch: الخطوط الجوية جوبا, Ďĩyarada Ĕe Ĵubba) is een Somalische luchtvaartmaatschappij met haar thuisbasis in Mogadishu.

## Geschiedenis
Jubba Airways is opgericht in 1998 door Canadian uit Calgary en de Southern Somali Business Groups in samenwerking met Phoenix Aviation.

## Diensten
Jubba Airways voert lijnvluchten uit naar: (zomer 2007)
Binnenland:
- Mogadishu

Buitenland:
- Jeddah, Dubai

## Vloot
De vloot van Jubba Airways bestaat uit: (december 2007)
- 1 Douglas DC-9-80